# När vi gräver guld i USA

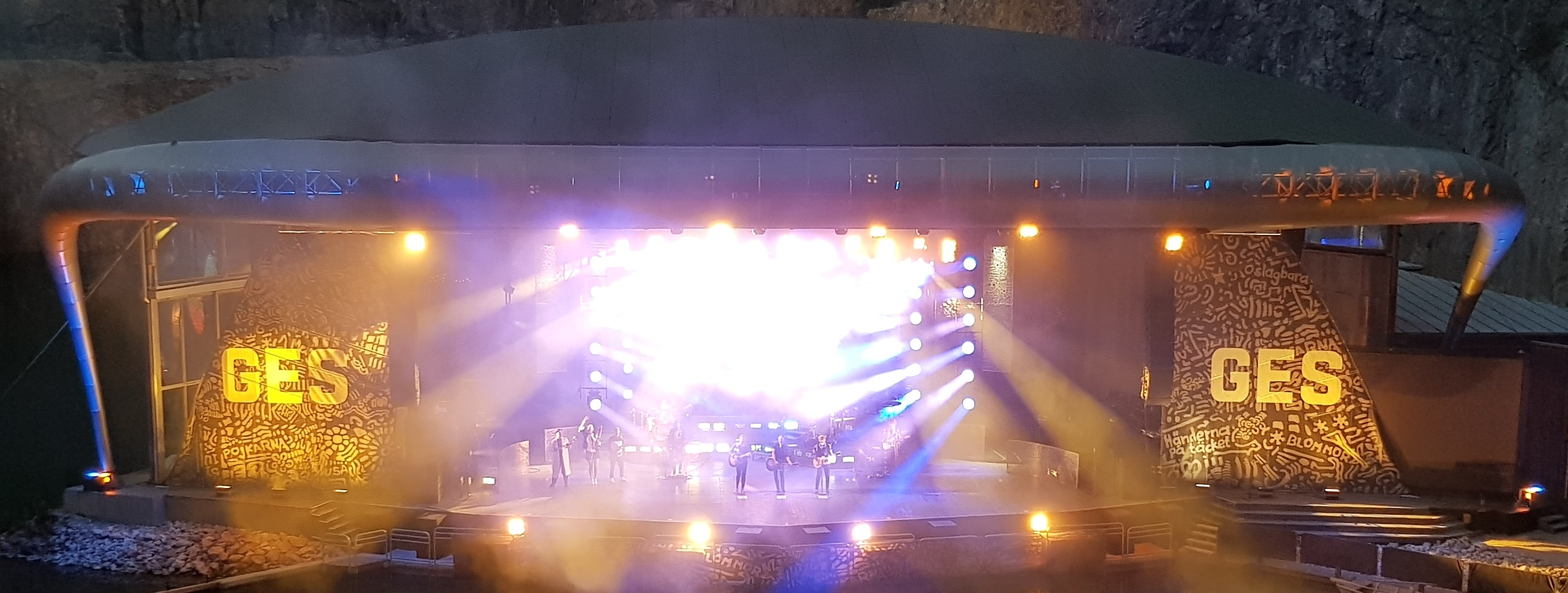
GES uppträder med "När vi gräver guld i USA" under en konsert på Dalhalla den 12 juli 2018.

"När vi gräver guld i USA" är en fotbollslåt som var kampsång för Sveriges herrlandslag i fotboll vid världsmästerskapet i fotboll 1994 i USA, där svenskarna slutade på tredje plats. På Grammisgalan utsågs den till "Årets låt" för 1994.
Sången skrevs och spelades in av den svenska poptrion GES. Orden När vi gräver guld i USA, som förekommer i refrängen, refererar dels till 1800-talets guldrusher i USA, dels till de guldmedaljer som VM-segraren får.
Singeln låg på den svenska singellistan i totalt 40 veckor, och lyckades nå förstaplatsen.
Melodin låg på Svensktoppen i nio veckor under perioden 18 juni-13 augusti 1994, och placerade sig som bästa resultat där på andra plats.
I låtens textrader döljer sig en referens till tre tidigare låtar som upphovsmännen framfört som soloartister:
| ” | Flickorna har blommor i sitt hår, där står alla pojkarna på rad, tillsammans är vi oslagbara! | „ |

Låttitlarna som åsyftas är Anders Glenmarks "Hon har blommor i sitt hår", Orups "Då står pojkarna på rad" och Niklas Strömstedts "Oslagbara".
Under Så mycket bättre 2014 framfördes låten av Amanda Jenssen på engelska, under namnet. "When We Dig for Gold in the USA".

## Listplaceringar

### GES version
| Lista (1994-1995) | Position |
| ----------------- | -------- |
| Sverige           | 1        |

### Amanda Jenssens version
| Lista (2014) | Topplacering |
| ------------ | ------------ |
| Sverige      | 4            |